# リンパ小節
リンパ小節（リンパしょうせつ、またはリンパ濾胞（リンパろほう）、英: lymph nodule）は、Bリンパ球と濾胞樹状細胞（英: follicular dendritic cell、樹状細胞とは無関係）から成る、細胞が結節性に集合した領域。胚中心を持たないリンパ小節を一次小節、胚中心を持つリンパ小節を二次小節と呼ぶ。獣医学領域では散在性リンパ組織内のものを指すことが多いが、ヒトではリンパ節などの二次リンパ組織内のものも含む。
リンパ小節を持つ散在性リンパ組織は消化器（腸管関連リンパ組織）、呼吸器、尿生殖器などの壁内に高い頻度で出現する。リンパ小節が単独で存在しているものを孤立リンパ小節、複数のリンパ小節が集合しているものを集合リンパ小節と呼ぶ。